# Cibolang Kaler
Cibolang Kaler is een bestuurslaag in het regentschap Sukabumi van de provincie West-Java, Indonesië. Cibolang Kaler telt 10.728 inwoners (volkstelling 2010).